# Sergio Fernández Fernández
Sergio Ramiro Fernández Fernández (Punta Arenas, 28 de enero de 1939-Santiago, 1 de abril de 2024) fue un abogado y político chileno, miembro fundador de la Unión Demócrata Independiente (UDI). Se desempeñó como ministro del Trabajo (1976-1978) y del Interior (1978-1982 y 1987-1988) de su país, durante la dictadura militar del general Augusto Pinochet. Luego, ejerció como senador de la República, primero designado y luego por elección popular, durante dos periodos consecutivos entre 1990 y 2006.

## Familia y estudios
Nació en la comuna chilena de Punta Arenas el 28 de enero de 1939, hijo de Teodoro Florentino Fernández Álvarez y de Argentina Fernández Villa, comerciantes magallánicos de origen español y militantes del bando republicano. Realizó sus estudios primarios en el British School y los secundarios en el Liceo Luis Alberto Barrera, ambos establecimientos de su lugar natal. Continuó los superiores ingresando a estudiar derecho en la Universidad de Chile, titulándose como abogado el 7 de enero de 1963, con la tesis Precios, sueldos y costo de la vida en Chile entre los años 1731-1760.
Se casó con María Eugenia Díaz Andrés, con quien tuvo cuatro hijos.

## Carrera profesional
Tras titularse, desempeñó su profesión junto a tareas docentes. En 1971, ejerció como titular de la cátedra de derecho civil en la Facultad de Derecho de la Universidad de Chile.
Por otra parte, en 1972, inició su carrera como abogado de la Caja Bancaria de Pensiones; fue subgerente en 1973 y gerente en 1974. Tres años más tarde, en 1975, integró la Comisión de Reforma del Código Civil. Desde este mismo año, fue socio del estudio jurídico Schweitzer & Cía., fundado por Daniel y Miguel Schweitzer Speisky y Carlos Vicuña Fuentes.

## Carrera política

### Dictadura militar
Llegó al poder ejecutivo por una recomendación que el decano de su facultad, Hugo Rosende —abogado y exdiputado—, le hizo al general Augusto Pinochet, convirtiéndose el 8 de marzo de 1976 en ministro del Trabajo y Previsión Social, cargo que ejerció hasta el 1 de enero de 1978.
Para la consulta nacional del 4 de enero de ese mismo año, convocada para repudiar la condena de la Organización de las Naciones Unidas (ONU) por el tema de las violaciones a los derechos humanos, Pinochet se encontraba con el problema de que el contralor general Héctor Humeres declaraba que el gobierno no poseía norma legal ni constitucional para hacer esta consulta. Pero ocurría que ese mismo año Humeres se jubilaba, para el 2 de enero de 1979, pero los papeles de su jubilación se despacharon con velocidad inusitada, y salió de la Contraloría General de la República (CGR) el 29 de diciembre. Al día siguiente designó en el cargo a su nuevo hombre de confianza, Fernández, en el organismo fiscalizador, aprobando de inmediato la norma que permitía la consulta, a menos de 48 horas de ser realizada.
Más adelante, el 12 de abril de 1978, fue designado como ministro del Interior, desempeñándose en el cargo hasta el 22 de abril de 1982, siendo el primer civil del régimen en ocupar ese puesto. Entre sus primeros movimientos políticos se encuentra la eliminación del general de la Fuerza Aérea (FACh) Gustavo Leigh de la Junta Militar de Gobierno, por sus constantes enfrentamientos con Pinochet, por diferencias políticas profundas, lográndose la salida a la fuerza.[cita requerida] También, participó en la redacción de la Constitución Política de 1980, y en su calidad de «jefe de gabinete» firmó el texto constitucional. Asimismo, participó en la dictación de la Ley de Amnistía del 19 de abril de 1978.
Se convirtió en uno de los miembros del Ministerio casi imprescindible para Pinochet, y en el civil más destacado del régimen. Sin embargo, cayó víctima de la crisis internacional de 1980, que repercutió fuerte en Chile desplomándose la economía. Aliado de Sergio de Castro, el líder de los Chicago Boys, le proponía a Pinochet la profundización del régimen neoliberal para enfrentar la crisis.[cita requerida] A pesar de aquello, Pinochet no consideró factibles sus propuestas, y tanto el como Castro presentaron la renuncia, siendo designados para reemplazarlos el general Enrique Montero Marx y Sergio de la Cuadra respectivamente, el 22 de abril de 1982.
Durante el intervalo fuera del gabinete, desde marzo de 1983 se desempeñó como presidente de la Comisión de Estudios de las Leyes Orgánicas Constitucionales, hasta julio de 1988. Además, fue miembro de la 4.ª Comisión Legislativa "Política Interior, Relaciones Exteriores, Defensa Nacional y Transportes y Telecomunicaciones".
Paralelamente, el 24 de septiembre de 1983, fue uno de los miembros fundadores del partido Unión Demócrata Independiente (UDI), junto a Jaime Guzmán y Pablo Longueira, entre otros dirigentes.
Regresó al Ministerio del Interior el 7 de julio de 1987, en el marco de la cercanía del plebiscito nacional de 1988, que decidiría si Pinochet seguiría o no por ocho años más en el poder. Sobre la campaña declararía, en su libro Mi lucha por la democracia (1994): 

"Los resultados (de su campaña) fueron lamentables. Al cabo de muy pocos días nadie pudo ignorar la evidente superioridad técnica de la franja del No, mejor construcción argumental, mejores filmaciones, mejor música. Su melodía característica, en torno a la frase "la alegría ya viene”, era tan pegajosa, que hasta los partidarios del Sí la tarareaban inconscientemente".

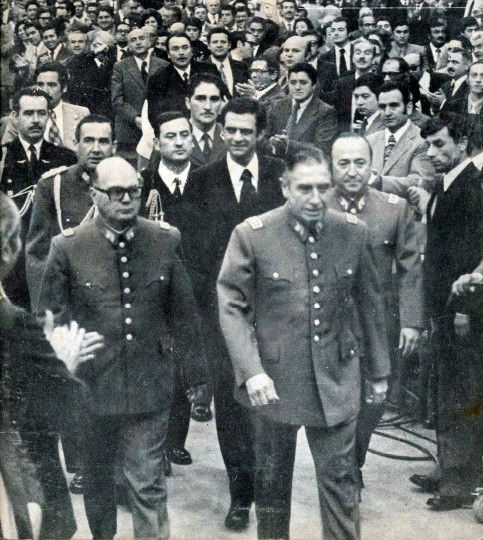
Augusto Pinochet (derecha) junto al general César Benavides (izquierda) seguidos por Sergio Fernández en un acto en el Edificio Diego Portales (sede de la Junta Militar), 1 de mayo de 1976.

Efectivamente, tal como se puede presentir por la campaña que el describía, Pinochet perdió el plebiscito que decidiría su destino, debiendo entregar el año 1990 el poder a un presidente electo democráticamente: el demócrata cristiano Patricio Aylwin. La victoriosa oposición pidió su salida de la repartición, en la cual había retrasado a propósito los cómputos del plebiscito, y que en esos momentos ponía resistencias a una reforma constitucional que se planteaba entre la oposición y el gobierno. Fue sustituido por economista Carlos Cáceres, el 21 de octubre de 1988.

### Senaturía
El 19 de diciembre de 1989, en conformidad al texto constitucional vigente a la época, fue designado por Pinochet como senador de la República, en su calidad de exministro de Estado, sirviendo como tal durante el periodo legislativo 1990-1998. Durante su gestión, fue senador reemplazante en la Comisión Permanente de Constitución, Legislación, Justicia y Reglamento durante los primeros años de su labor, y luego fue parte de dicha Comisión.
En las elecciones parlamentarias de 1997, presentó su candidatura a la permanencia en el Senado por la 19.ª, dentro del pacto electoral «Unión por Chile». Obtuvo 14.187 votos, correspondientes al 24,17% del total de sufragios válidamente emitidos, resultando electo gracias al sistema binominal, a pesar de contar con la tercera mayoría, desplazando al candidato que había quedado en segundo lugar, Rolando Calderón, del Partido Socialista. En esta oportunidad, integró la Comisión Permanente de Defensa Nacional, la que presidió; la de Transportes y Telecomunicaciones; la de Trabajo y Previsión Social; y la de Educación, Cultura, Ciencia y Tecnología.
Desde fines de 1999, pesó sobre su persona una orden de captura internacional, solicitada por el juez español Baltasar Garzón, por las violaciones a los derechos humanos cometidas durante la dictadura. Desde Chile se trató de dejar sin efecto la orden de captura, sin éxito.
De manera posterior, en las elecciones parlamentarias de 2005, se presentó a la reelección senatorial por la misma Circunscripción; obtuvo 10.910 votos, equivalentes al 16,55% del total de sufragios válidos, pero no resultó electo. Tras dejar su cargo en la cámara alta el 11 de marzo de 2006, se dedicó al ejercicio de su profesión en Schweitzer & Cía.
Aquejado de un cáncer, falleció en Santiago de Chile el 1 de abril de 2024, a los 85 años. Desde su partido, por medio de un comunicado, lamentaron su muerte y valoraron "su contribución al proceso de retorno a la normalización democrática y su papel protagónico en el diseño de la transición hacia un régimen democrático y en paz para nuestra patria".

## Historial electoral

### Elecciones parlamentarias de 1997
- Elecciones parlamentarias de 1997, candidato a senador por la Circunscripción 19, (Magallanes)[7]

### Elecciones parlamentarias de 2005
- Elecciones parlamentarias de 2005, candidato a senador por la Circunscripción 19, (Magallanes)[8]